# Syneches fuscipennis
Syneches fuscipennis är en tvåvingeart som först beskrevs av Enrico Adelelmo Brunetti 1913.  Syneches fuscipennis ingår i släktet Syneches och familjen puckeldansflugor.
Artens utbredningsområde är Sri Lanka. Inga underarter finns listade i Catalogue of Life.